# Hercegovac
Hercegovac es un municipio de Croacia en el condado de Bjelovar-Bilogora.

## Geografía
Se encuentra a una altitud de 173 m s. n. m. a 113 km de la capital nacional, Zagreb.

## Demografía
En el censo 2011 el total de población del municipio fue de 2383 habitantes, distribuidos en las siguientes localidades:
- Hercegovac - 1 058
- Ilovski Klokočevac - 145
- Ladislav - 367
- Palešnik -  515
- Velika Trnava - 298

| Gráfica de población de Hercegovac 1857-2011                        |
|                                                                     |
| Según los censos de población de la oficina estadística de Croacia. |